# Trebujena
Trebujena là một đô thị trong tỉnh Cádiz, Tây Ban Nha. Theo điều tra dân số 2005 đô thị này có dân số là 6.893 người.

## Dân số
| 1999  | 2000  | 2001  | 2002  | 2003  | 2004  | 2005  |
| ----- | ----- | ----- | ----- | ----- | ----- | ----- |
| 6,919 | 6,937 | 6,943 | 6,942 | 6,887 | 6,843 | 6,893 |

Source: INE (Spain)